# Heodes phloeoides
Heodes phloeoides är en fjärilsart som beskrevs av Lalanne 1947. Heodes phloeoides ingår i släktet Heodes och familjen juvelvingar. Inga underarter finns listade i Catalogue of Life.